# Juan Luis Nougués
Juan Luis Nougués (San Miguel de Tucumán, 1 de mayo de 1898 - ibídem, 9 de marzo de 1960) fue un político tucumano y gobernador de la Provincia de Tucumán (1932-1934).

## Primeros años
Nació en San Miguel de Tucumán, el 1 de mayo de 1898. Era hijo del abogado Juan Carlos Nougués -industrial azucarero- y de Elvira Padilla, por lo tanto miembro de las familias más tradicionales de Tucumán, con lazos de parentesco con poderosos industriales y con miembros de los círculos profesionales que controlaban la administración y la magistratura provincial.

## Carrera política temprana

### Inicios
Comenzó a militar en las filas conservadoras, en el Partido Liberal, el cual perdió el control político de Tucumán luego del triunfo electoral del Radicalismo en 1916. A partir de ese momento, el conservadurismo se enfrascó en una férrea oposición desde las bancas de la Legislatura provincial, dando inicio a un grave ciclo de inestabilidad institucional en la provincia, que culminaría con las intervenciones a los gobiernos de Juan Bautista Bascary (1916-1920) y Octaviano Vera (1921-1923).

### Intendencia de San Miguel de Tucumán (1927-1930)
Ante la pérdida de poder y de influencia del conservadurismo en los sectores sociales afines, Juan Luis Nougués impugnó las antiguas estructuras del Partido Liberal y conformó una nueva fuerza política denominada "Defensa Comunal". Esta nueva agrupación política - si bien con miras locales- representó toda una novedad en el panorama político tucumano, pues dotó al conservadurismo tradicional de una nueva plataforma política. El procedimiento y la propaganda se amoldó a las pautas del patronazgo impuestas por el Radicalismo. 
En medio de una agitada y novedosa campaña electoral (que involucró el uso de la radiofonía, como también de grabaciones difundidas mediante vehículos que recorrían las calles), Juan Luis Nougués fue elegido Intendente de San Miguel de Tucumán en las elecciones de 1927. Con esta base de poder electoral, Juan Luis Nougués mantuvo fuertes enfrentamientos con el gobernador radical, José Graciano Sortheix (1928-1930), quien había sucedido a Miguel Mario Campero al frente del poder ejecutivo provincia, llegando a decretar la intervención de la Municipalidad a fin de coartar el crecimiento de la popularidad de Nougués entre los sectores urbanos. Los legisladores oficialistas armaron una comisión investigadora, que enrostró a Nougués cargos de gastos no autorizados y aumentos excesivos de sueldos, entre otros. Y la Municipalidad terminó intervenida, en mayo de 1930.

## Gobernador de Tucumán (1932-1934)

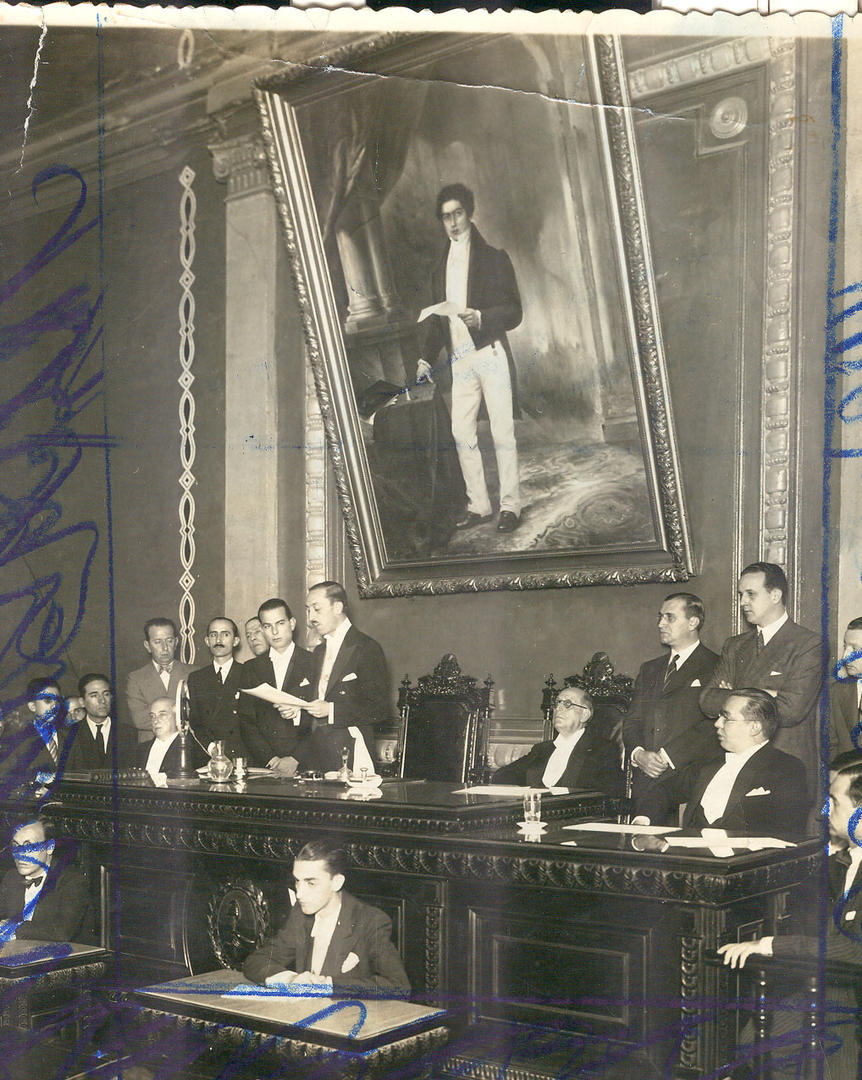
El gobernador de Tucumán, Juan Luis Nougués se dirige a la Legislatura de Tucumán. Año 1934.

El Golpe de Estado del 6 de septiembre de 1930 y la intervención a la Provincia de Tucumán decretada por la dictadura de José Félix Uriburu, habilitó el regreso de las fuerzas conservadoras al poder. Juan Luis Nougués transformó su partido municipal en un partido de alcance provincial llamado "Defensa Provincial - Bandera Blanca" y gracias al apoyo solapado de la intervención federal, la abstención de la U.C.R. y al voto de los electores socialistas en el Colegio Electoral provincial, fue elegido gobernador de la Provincia luego de las elecciones de 1931.
Sin embargo su gestión estuvo marcada por un clima de violencia política, que no reconocía antecedentes en la historia política tucumana del siglo XX. Nougués giró su política hacia posiciones que afectaban intereses de los industriales azucareros que lo habían apoyado en su ascenso a la gobernación.También tuvo gestos de independencia frente al gobierno de Agustín P. Justo como negarse a adherir a la ley nacional de creación de Vialidad Nacional, lo que le valió la desconfianza del gobierno de la Concordancia. Su estilo de gobierno personalista comenzó a ser cuestionado desde diferentes flancos, ocurriendo uno de los episodios más sonados, en junio de 1933, cuando los estudiantes de los colegios secundarios de San Miguel de Tucumán proclamaron una lista alternativa " Bandera Negra" llevando como candidatos a diputados provinciales a dos discapacitados mentales, los cuales triunfaron ante el estupor de los seguidores de Nougués. La Junta Electoral reconoció el triunfo de los electos para luego anular su elección, situación que puso de manifesto el creciente malestar social.
Ante la caída de los ingresos del estado provincial, a principios de 1934 decidió imponer un impuesto interno de un centavo, sobre cada kilo o bolsa de azúcar comercializada en el territorio tucumano. Esta medida generó una violenta oposición de sus propios aliados, los industriales azucareros y de los legisladores conservadores, a quienes le iniciaron un juicio político para desplazarlo del poder. Ante la reducción del número de sus partidarios y en un gesto temerario, ordenó que la policía montada ingresara a golpes de látigo al recinto de la legislatura para disolver la reunión y detener el juicio político. Comunicó al Presidente Agustín P. Justo que desconocía a la Legislatura y que su medida había sido adoptada a fin de resguardar la gobernabilidad. Este evento generó un escándalo político, que produjo la imposibilidad de sostener a Nougués en su cargo. El Congreso Nacional votó la intervención federal, la cual fue inmediatamente puesta en práctica.

## Vida posterior
Juan Luis Nougués no volvería a ocupar cargos electivos en su provincia. Si bien fue candidato a intendente municipal en los años 1936 y 1939. Fue nuevamente candidato a gobernador en 1958, todas las veces por su partido Defensa Provincial - Bandera Blanca.
Juan Luis Nougués se retiró a la vida privada y falleció en Tucumán el 9 de marzo de 1960. El partido que él creó, llevó a Antonio Domingo Bussi, el exgobernador de la dictadura militar, como candidato a gobernador en las elecciones del año 1987.